# Ozoroa gossweileri
Ozoroa gossweileri är en sumakväxtart som först beskrevs av Arthur Wallis Exell, och fick sitt nu gällande namn av R. & A. Fernandes. Ozoroa gossweileri ingår i släktet Ozoroa och familjen sumakväxter. Inga underarter finns listade i Catalogue of Life.